# Alpinia pulchella
Alpinia pulchella  (лат.) — вид однодольных растений рода Альпиния (Alpinia) семейства Имбирные (Zingiberaceae). Под текущим таксономическим названием был описан немецким ботаником Карлом Морицем Шуманом в 1899 году.

## Распространение, описание
Считается эндемиком Папуа — Новой Гвинеи, однако согласно ряду источников вид встречается также на Филиппинах (архипелаг Минданао).
Корневищный геофит. Стебель тонкий, до 2 м высотой. Листья ланцетные, заострённые; размером 32×6 см. Соцветие — венчик. Плод — коробочка красного цвета, 1,2 см в диаметре. Семена утолщённые, размером 7 мм.

## Синонимы
Синонимичные названия:
- Globba pulchella K.Schum.basionym
- Languas pulchella (K.Schum.) Merr.